# Librería Lello
La Librería Lello (en portugués: Livraria Lello), también conocida como Librería Lello y Hermano (Livraria Lello e Irmão) o Librería Chardron (Livraria Chardron), es una librería situada en el centro histórico de la ciudad de Oporto, Portugal. Está ubicada en la Rua das Carmelitas 144, cerca de la Torre de los Clérigos (un campanario de arte barroco, construido por Nicolau Nasoni).
En virtud de su valor histórico y artístico, la librería ha sido reconocida como una de las más bellas del mundo por diversas personalidades y entidades, casos del escritor español Enrique Vila-Matas, del periódico británico The Guardian y de la editora australiana de guías de viajes Lonely Planet. 
Se ha convertido en una gran atracción turística —en 2018 recibió un millón de visitantes— a causa de la creencia de que su decoración interior inspiró a J.K. Rowling para su saga sobre Harry Potter.Esto es falso, lo que J.K. Rowling se encargó de desmentir a través de su propia cuenta de Twitter a finales de mayo de 2020.

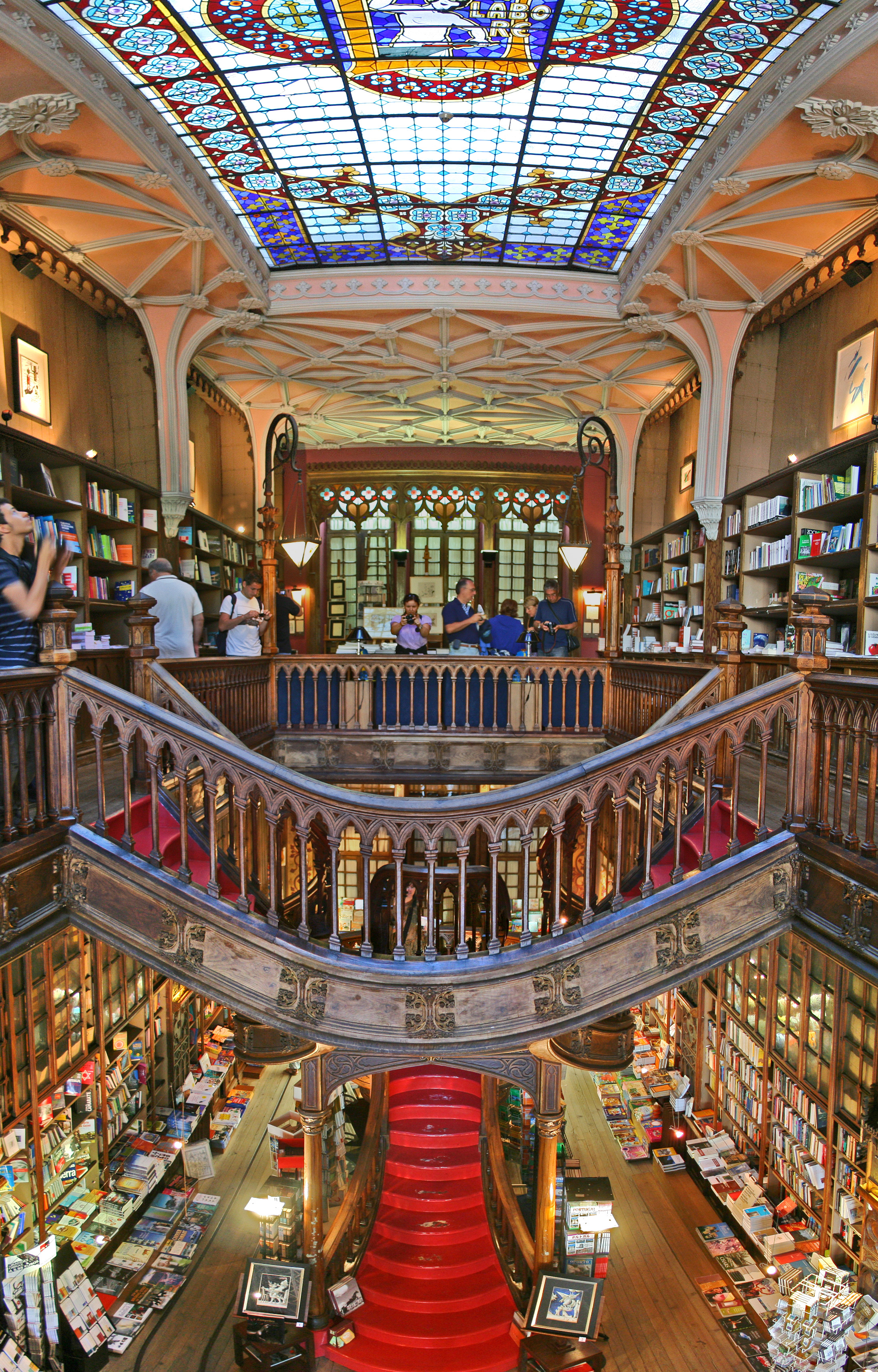
Interior de la librería.

## Historia
La empresa se fundó en 1869 bajo el nombre de "Librería Internacional de Ernesto Chardron" (Livraria Internacional de Ernesto Chardron) en la Rua dos Clérigos, n.º 296-298, en Oporto. Tras la inesperada muerte de su fundador, a los 45 años de edad, se vendió a la firma "Lugan & Genelioux Sucessores", que en poco tiempo quedó solamente con un único proprietario, es decir: Mathieux Lugan. En el año 1891 la Librería Chardron adquirió los fondos de tres casas de ventas de libro de Oporto, que pertenecían a A. R. da Cruz Coutino, Francisco Gomes da Fonseca y Paulo Podestá.
Mientras tanto, José Pinto de Sousa Lello, en el año 1881, junto a su cuñado David Lourenço Pereira, abrió un establecimiento que se dedicaba, principalmente, al comercio y a la edición de los libros. Sin embargo, después del fallecimiento de Pereira, Sousa Lello elige de entrar en sociedad con su hermano: António Lello. El 30 de junio de 1894 Mathieuz Lugan vendió la Librería Chardron a los dos hermanos, cambiando la razón social de la empresa en: “José Pinto de Sousa Lellao & Irmão”. Los dos hermanos mantuvieron la librería hasta el 1919.
En el año 1906, el ingeniero Francisco Xavier Esteves proyectó el edificio de la librería que tuvo, en aquellos tiempos, un gran impacto en la cultura, sobre todo, por sus decoraciones y su estilo. Durante la inauguración del edificio, el 13 de enero de 1906, estaban presentes importantes personas de la literatura portuguesa, algunos políticos y artistas, como: Guerra Junqueiro, Abel Botelho, João Grave, Bento Carqueja, Aurélio da Paz dos Reis, José Leite de Vasconcelos y Afonso Costa.
El 24 de mayo de 1919, el nombre de la empresa fue, nuevamente, cambiado a “Librería Lello e Irmão, Lda.”, y entró a hacer parte de la empresa también Raul Reis Lello, que era el hijo de António Lello. Enseguida, en el año 1924 entraron, asimismo, José Pinto da Silva Lello y Edgar da Silva Lello. Solamente en el 1930 fue la vez de José Pereira da Costa, yerno de António Lello, y su entrada causó el cambio del nombre de la librería en “Librería Lello”. Cinco años después de aquella fecha José da Costa se alejó de la empresa y la librería retomó el nombre de “Lello & Irmão”. En el año 1949 falleció Raul Reis Lello, mientras António Lello en el 1953. Después de estos dos fallecimientos serán José Pinto da Silda Lello, muerto en el año 1971, y Edgar Pinto da Silva Lello, fallecido en el 1989, a gestionar la librería.
Con el objetivo de adaptarse a los tiempos presentes, la librería se modernizó, creándose una nueva sociedad - Prólogo Livreiros, S.A. -, de la que hace parte uno de los herederos de la familia Lello. Todo el espacio fue restaurado en el año 1995, el servicio fue actualizado e informatizado, creando también creado un espacio de galería de arte y de tertulia que se ha afirmado como un importante polo cultural para la ciudad de Oporto.
A partir del 23 de julio de 2015 la entrada en la librería tiene un costo de cuatro euros, que se descuentan en el caso de que una persona compre un libro. Para 2022, el coste de la entrada es de cinco euros.Esta tasa sirve para contar el número de turistas, que es muy elevado, que van a visitar la librería. En efecto, se contabilizan más de 3000 turistas al día. Y también para facturar, porque seguramente un día la Librería tendrá que hacer algunas obras de restauración, dado que las innumerables visitas causan un deterioro en la propia librería. Como consecuencia de la aplicación de esta tasa las ventas en la Librería Lello se han visto triplicadas en apenas tres meses.
El 30 de junio de 2016, fue inaugurada la restauración de la fachada y de la vidriera interior. Gracias al pago de las entradas se pudo financiar la primera fase de las obras. La vidriera, de 8 metros de largo por 3,5 de ancho, está compuesta por 55 paneles de vidrio, realizada por el arquitecto holandés Gerardus Samuel van Krieken, siendo desmontada por primera vez desde su existencia. El vidrio fue objeto de limpieza, restauración y corrección de los daños, ofreciendo, de esta forma, una luminosidad que no tenía desde hace mucho tiempo.
Solamente en el año 2016 la librería fue visitada por más de un millón de turistas, que es el equivalente de casi tres mil visitas diarias. En cuanto a las estadísticas el 40% de los turistas fue de origen español; el 15,9% francés; 15,2% portugués; 6,6% brasileñas, 4,6% alemana y el 3,1% los norteamericanos.
Enrique Vila-Matas la describió como “la librería más bonita del mundo”, y en 2008 el periódico inglés The Guardian la calificó como la tercera librería más bonita del mundo.

## Características
Diseñado según el proyecto del ingeniero Xavier Esteves, la Librería Lello es uno de los edificios más emblemáticos del neogótico portuense, destacándose fuertemente en el paisaje urbano circundante. Se trata de un conjunto en el que la arquitectura y los elementos decorativos dejan traslucir el estilo dominante a los principios del siglo XX.

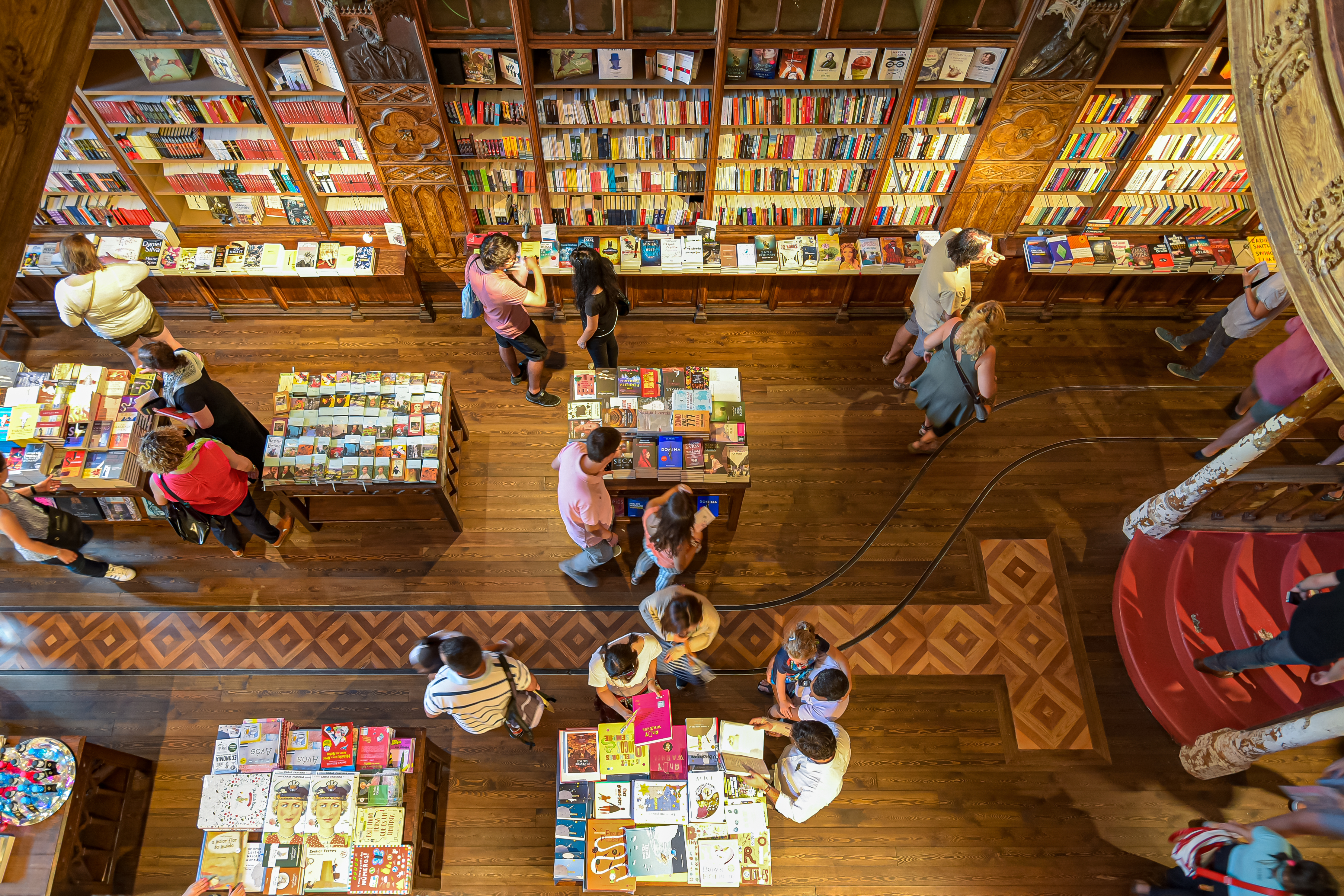
Vista del interior de la librería

La fachada presenta un arco abatido de grandes dimensiones, con entrada central y dos escaparates laterales. Encima, tres ventanas rectangulares flanqueadas por dos figuras pintadas por José Bielman, representando el "Arte" y la "Ciencia". Un letrero recortado remata las ventanas, terminando la fachada en tres pilares rematados por chapiteles, con vanos de arquería de gusto neogótico. La decoración se complementa por motivos vegetales, formas geométricas y la designación “Lello e Irmão”, bajo las ventanas.
En el interior, los arcos quebrados se apoyan en los pilares en que, bajo baldaquinos rendidos, el escultor Romão Júnior esculpió los bustos de los escritores Antero de Quental, Eça de Queirós, Camilo Castelo Branco, Teófilo Braga, Tomás Ribeiro y Guerra Junqueiro. Los techos labrados, el gran vidrio que ostenta el monograma y el lema de la librería "Decus in Labore" y la escalera de grandes dimensiones, que dan acceso al primer piso, son las marcas más significativas de la librería.
Las escaleras de la librería Lello también son conocidas. Se ha afirmado que fueron la inspiración de las escaleras de Hogwarts en los libros de Harry Potter, ya que J.K. Rowling llegó a vivir en la ciudad de Oporto para trabajar como profesora de inglés como idioma extranjero en una academia. Sin embargo, no es cierto que en esta librería se haya rodado alguna escena de las películas de la saga de Harry Potter.

## Reconocimientos
El carácter único del edificio ha sido reconocido por diversas personalidades y entidades:
- El escritor español Enrique Vila-Matas la describió como “La librería más bella del mundo”.[10]
- El diario inglés The Guardian, en 2008, la consideró la tercera librería más bella del mundo.[11]
- La editorial australiana de guías de viajes Lonely Planet, en su guía Lonely Planet's Best in Travel 2011, la consideró como la tercera mejor librería del mundo, siendo descrita como “una perla de arte nuevo”, destacando los “estantes neo-góticos” Y la "escalera roja en espiral" semejante a “una flor exótica”.
- La revista Travel + Leisure, en enero de 2015, colocó a Lello, en la cima de la lista de las 15 librerías mundiales más estilosas, afirmando que el atrio pone el enfoque en la escalera de color rojo, “lo suficiente espectacular para hacerte parar”.[12]
- La revista «Time» consideró la librería una de las 15 librerías más interesantes del mundo, destacando el valor histórico y artístico de la librería portuguesa.[13]
- La CNN, en 2014, la consideró la librería más bella del mundo.[14]
- En 2016, el entonces ministro de Cultura, João Soares, dijo en Oporto que la Cultura puede ser motor de desarrollo y afirmación en el plano comercial para Portugal y apuntó la histórica Librería Lello como buen ejemplo.[15]